# Cantonul La Ferté-Gaucher
Cantonul La Ferté-Gaucher este un canton din arondismentul Provins, departamentul Seine-et-Marne, regiunea Île-de-France, Franța.

## Comune
- La Ferté-Gaucher, 4.150 locuitori (reședință)
- Jouy-sur-Morin, 1.929 locuitori
- Choisy-en-Brie, 1.152 locuitori
- Chevru, 855 locuitori
- Saint-Rémy-la-Vanne, 807 locuitori
- Saint-Siméon, 737 locuitori
- Amillis, 685 locuitori
- Saint-Martin-des-Champs, 552 locuitori
- Lescherolles, 418 locuitori
- Meilleray, 398 locuitori
- Saint-Barthélemy, 361 locuitori
- Marolles-en-Brie, 355 locuitori
- La Chapelle-Moutils, 324 locuitori
- Dagny, 322 locuitori
- Chartronges, 270 locuitori
- Montolivet, 203 locuitori
- Saint-Mars-Vieux-Maisons, 188 locuitori
- Leudon-en-Brie, 144 locuitori